# Wenkbrauwwinterkoning
De wenkbrauwwinterkoning (Pheugopedius euophrys; synoniem: Thryothorus euophrys) is een zangvogel uit de familie Troglodytidae (winterkoningen).

## Verspreiding en leefgebied
Deze soort telt drie ondersoorten:
- P. e. euophrys: zuidwestelijk Colombia en westelijk Ecuador.
- P. e. longipes: het oostelijke deel van Centraal-Ecuador.
- P. e. atriceps: noordwestelijk Peru.